# Robert Holbrook Smith
Robert Holbrook "Bob" Smith, känd som "Dr Bob", född 8 augusti 1879 i St. Johnsbury, Vermont, död 16 november 1950 i Akron, Ohio, var en amerikansk läkare och, tillsammans med William Griffith Wilson, en av grundarna av AA, Anonyma Alkoholister.